# Oligia meretricula
Oligia meretricula är en fjärilsart som beskrevs av Moritz Balthasar Borkhausen 1792. Oligia meretricula ingår i släktet Oligia och familjen nattflyn. Inga underarter finns listade i Catalogue of Life.